# ハワイアン・テルコム

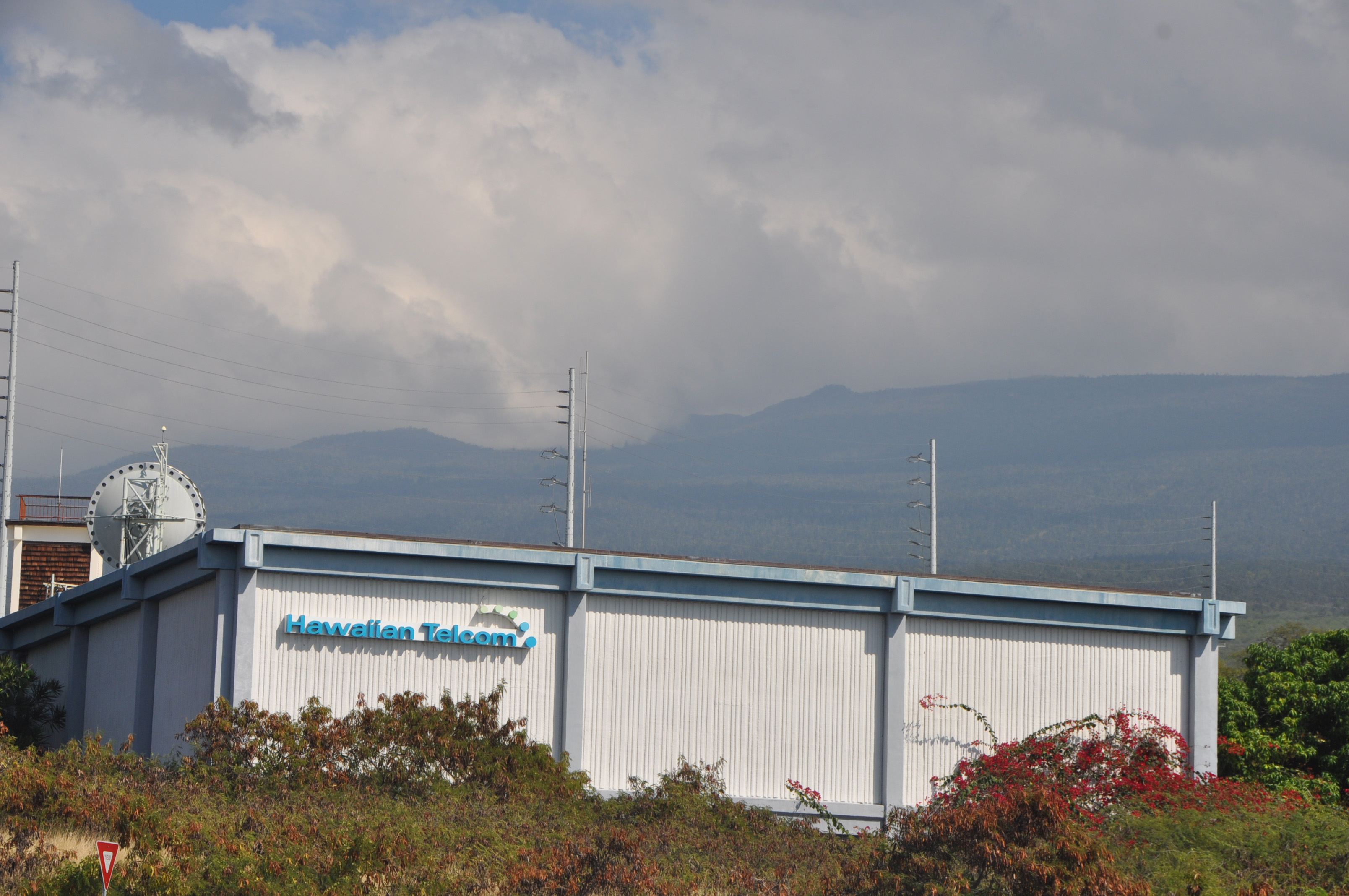
カイルア・コナにあるハワイアン・テルコムの施設

ハワイアン・テルコム（英語: Hawaiian Telcom）はアメリカ合衆国ハワイ州でサービスを提供する通信会社で、一時カーライル・グループの配下にあったが、2018年にシンシナティ・ベル（Cincinnati Bell）に買収された。

## 概要
ハワイアン・テレコムはもともとハワイ王国時代の1883年にMutual Telephone Companyとしてスタート、1954年に社名をハワイアン・テレフォンに変更。1967年にGTE（en:GTE）に買われてGTEハワイアン・テレコムとなり、GTEとベル・アトランティックが合併してベライゾン・コミュニケーションズになった時にVerizon Hawaiiとしてその配下となり、2005年にはカーライル・グループに買われてその子会社であるHawaiian Telecom Holdco, Inc. （NASDAQ上場会社）に属している。   
2011年6月、ハワイアン・テレコムはハワイ州商業・消費者局（DECCA ）によりケーブル・サービスの15年間の許可を与えられ、これまで同州内でオセアニック・タイム・ワーナー・ケーブル（Oceanic Time Warner、現在は「Spectrum」配下）によるケーブルテレビへの独占状態を終らせた。同社は同年にホノルル地区へケーブル・サービスを開始して、翌年にハワイ州全島へサービスを拡大している。
2018年7月、オハイオ州シンシナティに本社がある通信会社のシンシナティ・ベル（Cincinnati Bell）に買収された。

## 参照
1. ↑   Hawaiian Telcom Holdco, Inc. (英語)
2. ↑   ハワイイアン・テレコムはカーライル・グループの下で営業開始（2005年） (英語)
3. ↑  Department of Commerce and Consumer Affairs - Cable Television
4. ↑  Cincinnati Bell Inc. Completes Combination with Hawaiian Telcom (2018)